# 母體保護法
《母体保護法》是日本于1948年7月13日颁布的一项法律，主要规定了通过绝育手术及堕胎的手段保护母亲健康的有关事项。
该法律最初名为《优生保护法》，参照纳粹德国的《绝育法》 旨在通过对患有疾病的人实施绝育手术，以防止该类人产生后代。该法當時规定实施手术可不经本人同意。日本共有约2.5万名残疾人被实施绝育手术，其中约1.65万人为强制。
1996年，改名《母体保護法》，刪除有人權問題之規定，包括優生學思想下制定的強制絕育條文等。2019年4月24日，《強制不妊救濟法》施行，向受害者道歉及規定支付一次性賠償。2019年5月，仙台地方裁判所裁定舊優生保護法違憲。
儘管《刑法》第212條規定有堕胎罪，但本法第14條規定因「身體或經濟理由」或非自願懷孕可由母体保護法指定医師進行墮胎手術。實務中醫生不會核實當事人是否真的經濟困難，只要聲稱有「經濟理由」，不論實際原因是胎兒疾病、單純不想生或是其他，都可以自由選擇墮胎，故有意見認為刑法堕胎罪事實上已被架空。